# میلک شیک باروتی
میلک شیک باروتی (به انگلیسی: Gunpowder Milkshake) یک فیلم اکشن و دلهره‌آور محصول سال ۲۰۲۱ به کارگردانی ناووت پاپوشادو با فیلمنامه‌ای مشترک به‌قلم پاپوشادو و ایهود لاوسکی است. در این فیلم کارن گیلان در نقش یک زن جوان قاتل حرفه‌ای بازی می‌کند که باید با مادر جدا شده‌اش (با بازی لینا هیدی) و همکاران سابقش (کارلا گوگینو، میشل یئو و آنجلا باست) متحد شود تا یک دختر جوان (کلویی کلمن) را از دست قاتلان رقیب نجات دهد.

## خلاصه داستان
سم تنها ۱۲ سال داشت که مادرش اسکارلت، یک قاتل نخبه، مجبور شد او را رها کند. سم توسط فریم بزرگ شد، سندیکا جنایت بی رحمانه‌ای که مادرش در آن کار می‌کرد. اکنون، ۱۵ سال بعد، سام راه مادرش را دنبال کرده و به یک زن قاتل حرفه‌ای شدید تبدیل شده‌است.

## انتشار فیلم
در فوریه ۲۰۲۰، کمپانی اس‌تی‌اکس انترتینمنت حقوق پخش فیلم را در ایالات متحده به دست آورد. در آوریل ۲۰۲۱، نتفلیکس حقوق توزیع آمریکایی را از اس‌تی‌اکس انترتینمنت خریداری کرد. این فیلم در نتفلیکس در ایالات متحده، کانادا و کشورهای شمال اروپا در ۱۴ ژوئیه ۲۰۲۱ منتشر شد. در ایالات متحده نیز به‌طور همزمان یک اکران محدود در سینما دریافت کرد. طبق گفته نیلسن، این فیلم پس از اکران، پربیننده‌ترین فیلم هفته در کشور بود.

## باکس آفیس
از ۲۰ سپتامبر ۲۰۲۱، این فیلم در مجموع ۱٬۰۱۵٬۷۶۰ دلار در سراسر جهان فروش داشته‌است.